# Temperate House
Temperate House est une serre botanique de type victorien des jardins botaniques royaux de Kew à Londres au Royaume-Uni. Il s'agit de la plus grande serre au monde du type victorien. Ouverte en 1862, son architecte est Decimus Burton. La serre est d'une superficie de 4 880 mètre carré. La serre rouvre en 2018 après 5 ans de travaux.

## Historique

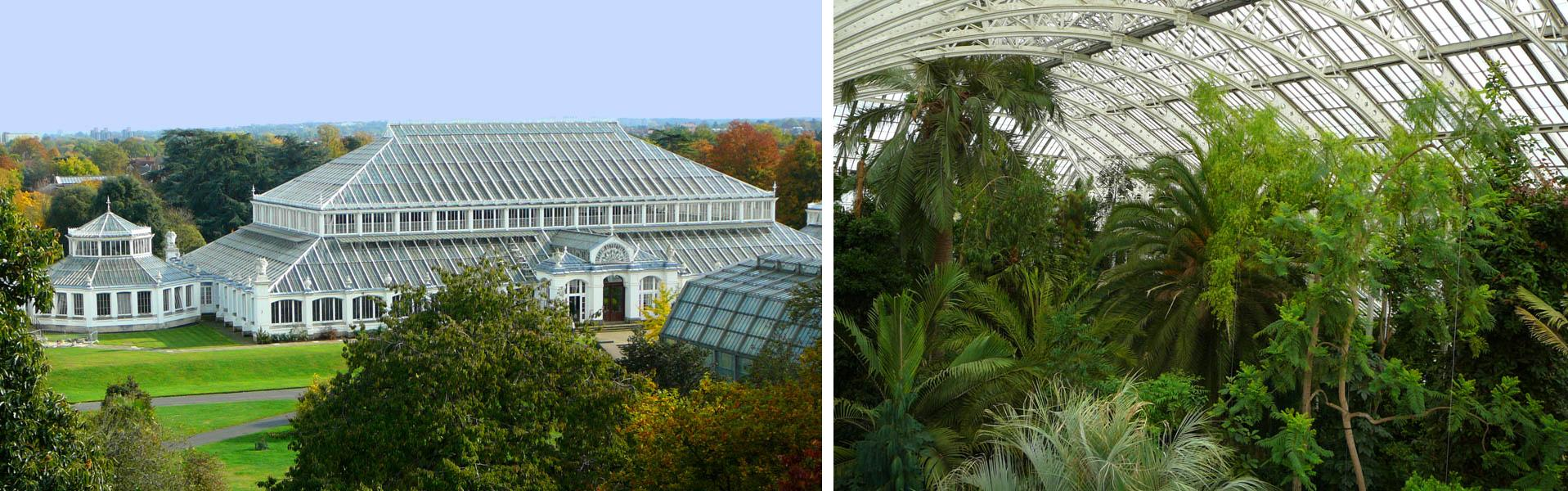
La serre vue depuis Treetop Walk, avec une partie de l'aile Nord - À droite : l'intérieur de la serre principale avec, sur la gauche de l'image, un palmier Jubaea chilensis, plus grande plante d'intérieur du monde, dépassant 16 m

Cette serre dédiée aux plantes de climat subtropical humide et méditerranéen est deux fois plus grande que Palm House, ce qui en fait la plus grande serre victorienne encore existante au monde. Devant l'immense quantité de plantes venant des quatre coins du monde, Palm House ne suffisait plus. En 1859, les travaux commencèrent sous les ordres de Decimus Burton. La serre fut officiellement ouverte en 1863, bien que seulement en partie terminée en raison de coûts de travaux plus élevés que prévu. Elle ne fut complétée que quatre décennies plus tard en 1899.
Entre 1972 et 1975, de lourdes restaurations furent entreprises pour réparer les structures métalliques, très endommagées. Deux ailes se déploient autour de la serre centrale qui concentre les plus grands arbres. L'aile Nord correspond aux plantes d'Australie, de Nouvelle-Zélande, d'Asie et du Pacifique. L'aile Sud présente les plantes africaines.

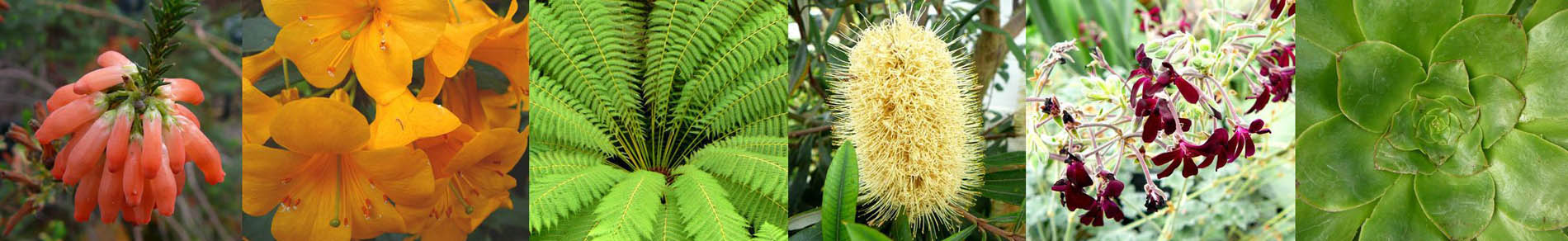
Une sélection de plantes de la serre: Erica (Afrique du Sud), Rhododendron (Indonésie), Fougère arborescente (Nouvelle-Zélande), Banksia (Australie), Pélargonium (Afrique du Sud), Aeonium (Madère)

De 2013 à 2018, la serre est fermée pour rénovation. Elle a rouvert en mai 2018.